# Полушина
Полушина — деревня в Тугулымском городском округе Свердловской области России. Второе название деревни – Поскачи.

## Географическое положение
Деревня Полушина расположена в 24 километрах к северо-востоку от посёлка городского типа Тугулыма (по автодорогам в 34 километрах), в верховье реки Кармак (левого притока Пышмы). Деревня находится на юго-востоке Свердловской области, на границе с Тюменской областью. В окрестностях деревни  Полушиной расположено урочище Падуны.

## Население
| 2002 | 2010 | 2021 |
| ---- | ---- | ---- |
| 107  | ↘94  | ↘42  |